# NGC 5678
NGC 5678 ist eine Balken-Spiralgalaxie mit aktivem Galaxienkern vom Hubble-Typ SAB(rs)b im Sternbild Drache am Nordsternhimmel. Sie ist schätzungsweise 92 Millionen Lichtjahre von der Milchstraße entfernt und hat einen Durchmesser von etwa 85.000 Lj.
Entdeckt wurde das Objekt am 17. April 1789 von William Herschel.